# バルネムリン
バルネムリン（英：Valnemulin）はブタの赤痢、回腸炎、大腸炎、肺炎の治療に使用されるプレウロムチリン系抗生物質で、Econorなどの商品名で販売されている。ブタの腸内感染症の予防にも用いられる。バルネムリンはMycoplasma bovis感染の臨床症状を速やかに軽減させ、子牛の肺からM. bovisを除去することが認められている。